# Eurylabus dholadharensis
Eurylabus dholadharensis är en stekelart som beskrevs av Gupta 1955. Eurylabus dholadharensis ingår i släktet Eurylabus och familjen brokparasitsteklar. Inga underarter finns listade i Catalogue of Life.